# Thank U Very Much
"Thank U Very Much" (estilizado como "THANK U VERY MUCH") é uma canção do girl group sul-coreano BESTie. Foi lançada em 28 de fevereiro de 2014 através da YNB Entertainment, como o terceiro single digital do grupo. Um trecho de "Thank U Very Much" foi televisionado em vários programas musicais da Coreia do Sul uma semana antes de seu lançamento completo, anunciando o retorno promocional do grupo que começou em 27 de fevereiro de 2014, com transmissão no M! Countdown.
A canção foi composta e produzida por Duble Sidekick, com arranjo adicional de Radio Galaxi. Musicalmente, "Thank U Very Much" é uma canção de dance-pop mid-tempo que atrai influências fortes de R&B dos anos 1980, contendo um riff de guitarra e cordas clássicas sonoro dos anos 1970.
Embora a recepção crítica em relação à canção tenha sido positiva, esta recebeu um sucesso moderado na Coreia do Sul, alcançando a 53ª posição na parada da Gaon e o 74º lugar na Billboard Korea K-pop Hot 100, tornando a melhor classificação de singles do grupo desde sua estreia.

## Promoção
O grupo lançou seu primeiro conjunto de fotos teasers para o single em 21 de fevereiro de 2014.

## Desempenho comercial
O single estreou na 118ª posição na parada digital semanal da Gaon, vendendo 19.116 cópias na primeira semana. Na Billboard Korea K-pop Hot 100, "Thank U Very Much" estreou na posição 74 na edição de 5 de março de 2014.

## Lista de faixas
- Download digital[7]

1. "Thank U Very Much" – 3:12
2. "Thank U Very Much" (Instrumental) – 3:12